# 任容淳
任 容淳（イム・ヨンスン、朝鮮語: 임용순、1903年または1908年11月20日 - 1987年11月4日）は、大韓民国の政治家。第2代韓国国会議員。本貫は豊川任氏。

## 経歴
江原道三陟郡出身。中学校卒。面書記、警察官を経て、国民運動、青年運動に従事し、大韓青年団三陟郡支団長を務めた。1948年の初代総選挙で落選したが、1950年の第2代総選挙で初当選した。